# Александър Гребенаров
Александър Георгиев Гребенаров е български историк, председател на Македонския научен институт през 2014 – 2020 година.

## Биография
Александър Гребенаров е роден в Кърджали на 6 юни 1953 година. Потомък е на бежанци от Македония и Тракия. Завършва история в Софийския университет „Св. Климент Охридски“. Започва работа като учител, а впоследствие работи и в Музея за история на София. След защита на дисертация през 1989 година получава научна степен и е назначен за научен сътрудник в Института по история при БАН. През 1994 година е приет в Македонския научен институт. През юни 2006 година е одобрен и хабилитационният му труд, като му е присъдено званието старши научен сътрудник. Преподавател е в Нов български университет и Пловдивския университет „Паисий Хилендарски“. През 2014 – 2020 година е председател на МНИ, след което е член на неговия управителен съвет. Учредител и пръв председател е на читалище „Кузман Шапкарев – 2009“ и секретар на Българското сдружение на родовете от Македония.
Автор е на около 40 рецензии на научни трудове и дипломни работи. Участва като съставител в множество изследователски трудове. Съставител и редактор на множество научноизследователски трудове и няколко филма. Книгите му „Легални и тайни организации на македонските бежанци в България (1918 – 1947)“ и „Македонският научен институт (1923 – 2008). Документален летопис“ печелят конкурси към Министерството на културата.

## Академична кариера

### Образование
- 1978 – магистър по история, Софийски университет „Св. Климент Охридски“
- 1986 – 1989 – аспирант (докторант) на самостоятелна подготовка в Институт за история / Институт за исторически изследвания – БАН
- 1989 – к.и.н. / д-р

### Заемани длъжности
- 1989 – 2008 – н.с. в Института за исторически изследвания
- 2009 г. – ст.н.с. II ст. / доцент в Института за исторически изследвания
- 2012 – 2016, 2019 ръководител на секция „История на българския национален въпрос“

### Членства в научно-обществени организации и сдружения
- Председател на Македонския научен институт (2014 – 2020)
- Член-учредител и пръв председател на Народно читалище „Кузман Шапкарев – 2009“
- Член-учредител на Българско сдружение на родовете от Македония

#### Членства в редколегии, в издателски и научни съвети
- Главен редактор на сп. „Македонски преглед“ (2014 – 2020)
- Председател на Издателския съвет към МНИ (2018 –)
- Главен редактор на Електронен бюлетин на МНИ „Българите на Балканите и по света“ (2018 –)
- Председател на Научния съвет на Македонския научен институт (2014 – 2020)

#### Преподавателска дейност
- 2000 г. – Пловдивски университет „Паисий Хилендарски“, лекционен курс по „Държавно-политическа история на Третата българска държава“.
- 2001 г. – Пловдивски университет „Паисий Хилендарски“, лекционен курс по „История на България (1878–1944)“.
- 2002, 2004 г. – Нов български университет, Департамент „История“, лекционен курс по „Националноосвободителни организации на българите“
- 2010 – 2018 г. – Кандидат-студентски курсове по история в Българския културно-информационния център в Скопие

## Участие в съвместни научни проекти
- Участник в международен проект „България и Русия: диалог в културно-историческото пространство на Югоизточна Европа ХVІІІ – ХХІ в.“. Срок на изпълнение: 2012 – 2014 г. Изпълнител: ИИстИ.
- Координатор на ПРОЕКТ BG051PO001-3.3.06 – 0058 „България – извори и документи“. Проектът е осъществен с финансовата подкрепа на Оперативна програма „Развитие на човешките ресурси“, съфинансирана от Европейския социален фонд на Европейския съюз. Срок на изпълнение: 2012 – 2015 г. Изпълнител: ИИстИ.
- Ръководител и участник в проекти по Постановления на Министерски съвет „100 години от Първата световна война и участието на България в нея“. Срок на изпълнение: (2015 –). Изпълнител: БАН – ИИстИ.
- Ръководител на проект към Фонд „Научни изследвания“ – „Българите в Западните Балкани (100 години преди и след Ньой)“. Срок на изпълнение: 2018 – 2021 г. Изпълнител: ИИстИ.
- Ръководител на 3 проекта към Фонд „Научни изследвания“ – „Българска периодика“ и на 5 проекта към Министерство на културата. Срок на изпълнение: 2014 – 2019 г. Изпълнители: МНИ и ИИстИ.[3]

## Частична библиография

### съставителство и научна редакция:
- Гребенаров, Александър Алманах на българските национални движения след 1878 г. 2005 АИ „Проф+. Марин Дринов“ (съ-съставител)
- Гребенаров, Александър. "100 години от Илинденско-преображенското въстание 1903-2003 " (сборник доклади Международна научна конференция. София 26-27 септември 2003) Парадигма, 2005. (също така А.Гребенаров е участник в редколегията);- сборника е създаден със съдействието на министерството на културата и туризма
- Гребенаров, Александър-Македония в Българскагта история. Извори за средновековието и новото време. Macedonia in Bulgarian history. Sources for medieval and modern times. На бълг. и англ..Институт за исторически изследвания при БАН.2022. Издава се със съдействието на министерството на образованието и науката на Р. България
- Гребенаров, Александър - сборник „Кузман Шапкарев. Публицистика“, 2011. издание на „Народно читалище Кузман Шапкарев – 2009“
- Гребенаров, Александър – документален сборник „Българите и голямата война“ 2016
- Гребенаров, Александър – Първата световна война Балканите и встъпването на България в нея (1914 – 1915)." 2017 (сборник доклади от международната научна конференция 13-16 октомври, 2015 " №). Института за исторически изследвания при БАН
- Гребенаров, Александър Британски дипломатически документи по българския национален въпрос. Т. I. 1878 – 1893. С., 1993. Съ-съставител, (съ -съставител) 380 с. ISBN 954-8187-06-Х
- Гребенаров, Александър 100 години от Рилския конгрес на ВМОРО. История и съвременност. Сборник доклади от международна научна конференция, Благоевград, 29 – 30 септември 2005 г. С., 2006. (съ-съставител и съ-редактор,) 338 с. ISBN 954-8187-70-1

### Монографии

#### Съавтор
- Гребенаров, Александър. Евтим Спространов. Дневник 1901 – 1907 .т. 1 (заедно с Милкана Бошнакова и Георги Царев) 1994 г. Македонски научен институт -
- Гребенаров, Александър Чуждестранните почетни членове на Македонския научен институт 1923 – 1947 (заедно с Николета Войнова) 2021 Македонски научен иститут

#### Автор
- Гребенаров, Александър. Македонският научен институт 1923 – 2008. Документален летопис. Гутенберг 2009 – със съдействието на Министерство на културата и туризма
- Гребенаров. Александър Проект за историко-хронологическа таблица на най-забележителните исторически събития от сътворението на света до днешни дни, черпан из разни хронологически и исторически съчинения и натъкмен от Кузман А. Шапкарев. 2014 г. издаден от българско сдружение на родовето от Македония
- Гребенаров, Александър. Тайни структури на македонските българи 1919 – 1941. Македонски научен институт 1998

- Гребенаров, Александър. Легални и тайни организации на македонските бежанци в България (1918 – 1947).   София, Македонски научен институт, 2006. ISBN 9789548187732.